# Yannick (film)
Pour les articles homonymes, voir Yannick.
Pour plus de détails, voir Fiche technique et Distribution.
Yannick est une comédie noire française écrite et réalisée par Quentin Dupieux, sortie en 2023.

## Synopsis
Le film s'ouvre sur une représentation d'une pièce de théâtre intitulée Le Cocu, jouée au théâtre Herbreteau. Tandis que les trois acteurs, Sophie Denis, Paul Rivière et William Keller, jouent devant une salle à moitié vide, ils sont tout d'un coup interrompus par Yannick, gardien de nuit vivant à Melun, qui leur explique qu'il trouve la pièce mauvaise et qu'elle n'arrive pas à lui faire oublier ses problèmes quotidiens.
Les acteurs, ainsi que certaines personnes du public, demandent à Yannick de sortir de la salle s'il est mécontent, jusqu'à ce que Paul descende de la scène et, avec beaucoup d'agressivité, le mette à la porte. Alors qu'il récupère son manteau au vestiaire, Yannick entend des rires venir de la salle. Les acteurs, encore un peu surpris par la situation qui vient de se dérouler, se moquent de Yannick, avant de reprendre la représentation. Sauf que Yannick revient en colère, cette fois armé d'un revolver, et prend la salle en otage.
Yannick demande ensuite à l'un des spectateurs présents dans la salle, un employé de bureau, de lui prêter son ordinateur portable afin d'écrire une nouvelle pièce qui sera bien meilleure que Le Cocu selon lui. Alors qu'il a énormément de mal à savoir comment fonctionne un ordinateur, il arrive tout de même à écrire un texte. Tandis que les acteurs, toujours sous la menace, apprennent leur nouveau rôle, Yannick en profite pour sympathiser tant bien que mal avec les spectateurs, encore sous le choc de la situation. Sophie élabore un plan et demande à Paul de prendre l'arme de Yannick.
Paul demande à Yannick de s'entretenir avec lui puis profite d'un court moment d'inattention pour lui prendre son pistolet. Paul devient tout d'un coup agressif, il décide d'humilier Yannick pour se venger ; il lui ordonne par exemple de se mettre à quatre pattes et de lécher le sol. Yannick refuse, se moque de Paul et ne croit pas une seconde que ce dernier sache se servir d'une arme jusqu'au moment où Paul tire au plafond. Celui-ci déclare qu'il est jaloux de la soudaine popularité de Yannick auprès du public, avec qui il a sympathisé, et enchaîne sur un monologue dans lequel il explique qu'il a raté sa carrière d'acteur et qu'il se retrouve à jouer dans des mauvaises pièces de théâtre par manque de choix. Il est tout d'un coup mis K.O. par un technicien qui était derrière le décor. Yannick reprend immédiatement l'arme mais applaudit Paul pour sa performance. Ses applaudissements sont suivis par ceux du public et Paul, encore sonné, ainsi que les autres acteurs les saluent.
La pièce de Yannick commence. Paul joue un médecin, Sophie l'assistante et William le patient dans le coma. L'assistante a fait faire des examens sur le patient mais elle est corrigée par le médecin qui lui explique que l'homme n'est pas vraiment dans le coma et qu'il est atteint d'une « maladie rare », le manque d'amour. L'assistante embrasse alors le patient, malgré sa mauvaise haleine, et ce dernier se réveille. Les acteurs jouent tant bien que mal la pièce, leur texte à la main, plein de fautes et de mauvaises formulations, mais le public est hilare. Yannick, dans les coulisses, regarde la pièce se jouer tout en donnant discrètement des indications aux acteurs, puis finit par pleurer.
Au même moment, la B.R.I., avertie par un spectateur ayant précédemment quitté la salle d'énervement, arrive dans le théâtre. Le film se conclut au moment même où ceux-ci entrent dans la salle.

## Fiche technique
- Titre original : Yannick
- Réalisation, scénario, photographie et montage : Quentin Dupieux
- Musique : Emahoy Tsegué-Maryam Guèbrou (illustration musicale)
- Direction artistique : Joan Le Boru
- Décors : Bruno Hadjadj
- Costumes : Elfie Carlier
- Son : Guillaume Le Braz, Alexis Place
- Production : Hugo Sélignac, Mathieu Verhaeghe, Thomas Verhaeghe et Quentin Dupieux
- Sociétés de production : Chi-Fou-Mi Productions, Atelier de Production
- Société de distribution : Diaphana Distribution (France)
- Budget : moins d'un million d'euros[2]
- Pays de production :  France
- Langue originale : français
- Format : couleur — 1,33:1 — Dolby Digital
- Genre : comédie noire
- Durée : 65 minutes[3]
- Date de sortie :
  - France : 2 août 2023

## Distribution
- Raphaël Quenard : Yannick
- Blanche Gardin : Sophie Denis
- Pio Marmaï : Paul Rivière
- Sébastien Chassagne : William Keller
- Agnès Hurstel : l'employée du théâtre
- Jean-Paul Solal : la vieille personne mécontente
- Laurent Nicolas : l'homme à l'ordinateur
- Sava Lolov : le directeur d'auto-école
- Charlotte Laemmel : la femme du directeur d'auto-école
- Félix Bossuet : l'adolescent anxieux

## Production

### Genèse et développement
Après le tournage de Mandibules et de Fumer fait tousser, dans lesquels Raphaël Quenard a des rôles secondaires, Quentin Dupieux souhaite réaliser un film en lui donnant un rôle plus important. Ce sera Yannick, où il joue le rôle-titre.

### Tournage
Ce film est tourné discrètement en seulement six jours au théâtre Déjazet (3e arrondissement de Paris),.

## Accueil

### Sortie
Durant la promotion, Quentin Dupieux a indiqué que le film était gratuit pour toutes les personnes qui s'appellent Yannick durant sa première semaine d'exploitation.

### Critique
Le film est un franc succès commercial et critique, réalisant plus de 460 000 entrées et obtenant une note moyenne de 3,8 parmi les critiques presse sur AlloCiné.

### Box-office
| Pays ou région | Box-office      | Date d'arrêt du box-office | Nombre de semaines |
| -------------- | --------------- | -------------------------- | ------------------ |
| France         | 463 851 entrées | 24 octobre 2023            | 12                 |
| Total mondial  | 3 106 277 $     | -                          | -                  |

## Distinctions

### Récompenses
- Festival international du film de Locarno 2023 : Prix Europa Cinema Labels

### Nominations
- Lumières 2024 : Meilleur scénario pour Quentin Dupieux
- César 2024 :
  - Meilleur acteur pour Raphaël Quenard
  - Meilleur acteur dans un second rôle pour Pio Marmaï

### Sélection
- Festival international du film de Locarno 2023 : compétition internationale[3],[11]